# PFK Slavia Sofia
Maillots
Actualités
Le Profesionalen Fudbolen Klub Slavia Sofia (en bulgare : Професионален Футболен Клуб Славия София), plus couramment abrégé en Slavia Sofia, est un club bulgare de football fondé en 1913 et basé à Sofia, la capitale du pays.
Il est un des premiers clubs de football de Bulgarie et le doyen des clubs de Sofia encore en activité.

## Histoire

### Dates-clés
- 1913 : fondation du club sous le nom de Slavia Sofia.
- 1945 : le club est renommé Slavia-45 Sofia.
- 1949 : le club est renommé Stroitel Sofia.
- 1951 : le club est renommé Udarnik Sofia.
- 1957 : le club est renommé Slavia Sofia.
- 1963 : première participation à une Coupe d'Europe (C2, saison 1963/64).

### Succès nationaux
Le 10 avril 1913, un groupe d'hommes vivant à Sofia décident de créer un club omnisports. C'est ainsi qu'apparaît le Slavia Sofia. Le 11 août 1913, le club joue son premier match, contre un autre club local, le Savata.
Après la Première Guerre mondiale, la popularité du club augmente, et le club remporte son premier titre de champion en 1928. Le club est de nouveau sacré champion de Bulgarie en 1930, 1936, 1939, 1941, et en 1943, avant de remporter pour la toute première fois la Coupe de Bulgarie en 1952.
En 1996, le club remporte son dernier titre de champion de Bulgarie.
Le club remporte en 2018 la coupe de Bulgarie sur une victoire aux penalties (0-0 dans le temps règlementaire) face au rival du PFK Levski Sofia, dernier trophée remporté par les blancs.

### Coupes d'Europe
Le Slavia fait sa première apparition dans une compétition européenne lors de la saison 1963-1964, ayant remporté la coupe. Durant leur participation à la C2, le Slavia Sofia affronte le club hongrois du MTK Budapest, mais est éliminé au score cumulé (2-1 pour Budapest).
Lors de la saison 1966-1967, le Slavia réalise une très belle performance en C2, ayant éliminé successivement Swansea, le RC Strasbourg, et le Servette FC, avant de se faire éliminer par les Glasgow Rangers en demi-finale.
En 1981, le club bulgare fait de nouveau un beau parcours en C2, atteignant les quarts de finale (défaite contre le Feyenoord Rotterdam).
Cinq années plus tard, en 1986, le club gagne son premier trophée européen en remportant la Coupe des Balkans. Deux ans après, le Slavia regagne le trophée.
La dernière victoire du Slavia en coupe d'Europe remonte à 2018 lors du premier tour des qualifications de la Ligue Europa face au club finlandais du FC Ilves qui se termine sur une victoire 3-1 sur l'ensemble des deux matchs, avant de s'incliner au deuxième tour face à HNK Hajduk Split.
Le 27 août 2020, les blancs jouent leur dernier match sur la scène européenne en Ligue Europa avec une défaite 2-1 en Albanie face à FK Kukësi.

## Bilan sportif

### Palmarès
| Compétitions nationales | Compétitions internationales                             |
| - Championnat de Bulgarie (7) : - Champion : 1928, 1930, 1936, 1938-39, 1941, 1943 et 1996. - Vice-champion : 1926, 1932, 1934, 1950, 1954, 1955, 1958-59, 1966-67, 1979-80 et 1989-90. - Coupe de Bulgarie (8) : - Vainqueur : 1952, 1962-63, 1963-64, 1965-66, 1974-75, 1979-80, 1995-96 et 2017-18 - Finaliste : 1954, 1971-72 et 2010-11. | - Coupe des Balkans (2) : - Vainqueur : 1986 et 1987-88. |

### Bilan européen
Légende
- Victoire ou qualification pour le tour suivant
- Match nul
- Défaite ou élimination de la compétition

Note : dans les résultats ci-dessous, le score du club est toujours donné en premier
| Saison    | Compétition                | Tour                | Club                | Domicile | Extérieur | Total       |
| --------- | -------------------------- | ------------------- | ------------------- | -------- | --------- | ----------- |
| 1963-1964 | Coupe des coupes           | Seizièmes de finale | MTK Budapest        | 1 - 1    | 0 - 1     | 1 - 2       |
| 1964-1965 | Coupe des coupes           | Seizièmes de finale | Cork Celtic         | 1 - 1    | 2 - 0     | 3 - 1       |
| 1964-1965 | Coupe des coupes           | Huitièmes de finale | FC Lausanne-Sport   | 1 - 0    | 1 - 2     | 2 - 2 2 - 3 |
| 1966-1967 | Coupe des coupes           | Seizièmes de finale | Swansea City        | 4 - 0    | 1 - 1     | 5 - 1       |
| 1966-1967 | Coupe des coupes           | Huitièmes de finale | RC Strasbourg       | 2 - 0    | 0 - 1     | 2 - 1       |
| 1966-1967 | Coupe des coupes           | Quarts de finale    | Servette FC         | 3 - 0    | 0 - 1     | 3 - 1       |
| 1966-1967 | Coupe des coupes           | Demi-finales        | Glasgow Rangers     | 0 - 1    | 0 - 1     | 0 - 2       |
| 1968-1969 | Coupe des villes de foires | Premier tour        | Aberdeen FC         | 0 - 0    | 0 - 2     | 0 - 2       |
| 1969-1970 | Coupe des villes de foires | Premier tour        | Valence CF          | 2 - 0    | 1 - 1     | 3 - 1       |
| 1969-1970 | Coupe des villes de foires | Seizièmes de finale | Kilmarnock FC       | 2 - 0    | 1 - 4     | 3 - 4       |
| 1970-1971 | Coupe des villes de foires | Premier tour        | Hajduk Split        | 1 - 0    | 0 - 3     | 1 - 3       |
| 1972-1973 | Coupe des coupes           | Seizièmes de finale | Schalke 04          | 1 - 3    | 1 - 2     | 2 - 5       |
| 1973-1974 | Coupe UEFA                 | Premier tour        | Dinamo Tbilissi     | 1 - 0    | 1 - 4     | 2 - 4       |
| 1975-1976 | Coupe des coupes           | Seizièmes de finale | Sturm Graz          | 1 - 0    | 1 - 3     | 2 - 3       |
| 1980-1981 | Coupe des coupes           | Seizièmes de finale | Legia Varsovie      | 3 - 1    | 0 - 1     | 3 - 2       |
| 1980-1981 | Coupe des coupes           | Huitièmes de finale | Sparta Prague       | 3 - 0    | 0 - 2     | 3 - 2       |
| 1980-1981 | Coupe des coupes           | Quarts de finale    | Feyenoord Rotterdam | 3 - 2    | 0 - 4     | 3 - 6       |
| 1982-1983 | Coupe UEFA                 | Premier tour        | FK Sarajevo         | 2 - 2    | 2 - 4     | 4 - 6       |
| 1988-1989 | Coupe UEFA                 | Premier tour        | Partizan Belgrade   | 0 - 5    | 0 - 5     | 0 - 10      |
| 1990-1991 | Coupe UEFA                 | Premier tour        | Omonia Nicosie      | 2 - 1    | 2 - 4 ap  | 4 - 6       |
| 1991-1992 | Coupe UEFA                 | Premier tour        | CA Osasuna          | 1 - 0    | 0 - 4     | 1 - 4       |
| 1995-1996 | Coupe UEFA                 | Tour préliminaire   | Olympiakos          | 0 - 2    | 0 - 1     | 0 - 3       |
| 1996-1997 | Coupe UEFA                 | Premier tour Q      | Inkaras Kaunas      | 4 - 3    | 1 - 1     | 5 - 4       |
| 1996-1997 | Coupe UEFA                 | Deuxième tour Q     | Tirol Innsbruck     | 1 - 1    | 1 - 4     | 2 - 5       |
| 2016-2017 | Ligue Europa               | Premier tour Q      | Zagłębie Lubin      | 1 - 0    | 0 - 3     | 1 - 3       |
| 2018-2019 | Ligue Europa               | Premier tour Q      | FC Ilves            | 2 - 1    | 1 - 0     | 3 - 1       |
| 2018-2019 | Ligue Europa               | Deuxième tour Q     | Hajduk Split        | 2 - 3    | 0 - 1     | 2 - 4       |
| 2020-2021 | Ligue Europa               | Premier tour Q      | FK Kukësi           | N/A      | 1 - 2     | 1 - 2       |

1. ↑  Match d'appui disputé sur terrain neutre à Rome.

## Personnalités du club

### Présidents
- Ventsislav Stefanov

### Entraîneurs
Le tableau suivant présente la liste des entraîneurs du club depuis 1992.
| Rang | Nom              | Période            |
| ---- | ---------------- | ------------------ |
| 1    | Dobromir Tashkov | 1963-1969          |
| 2    | ?                | 1969-1973          |
| 3    | Dobromir Tashkov | 1973-1974          |
| 4    | ?                | 1974-1978          |
| 5    | Hristo Mladenov  | 1978-1980          |
| 6    | ?                | 1980-1987          |
| 7    | Oleh Bazylevych  | 1987-1988          |
| 8    |                  | 1988-1999          |
| 9    | Miroslav Mironov | oct. 1999-mai 2000 |
| 10   | Žarko Olarević   | mai 2000-nov. 2000 |

| Rang | Nom                 | Période                    |
| ---- | ------------------- | -------------------------- |
| 1    | Kiril Kachamanov    | 23 nov. 2000-25 sept. 2001 |
| 2    | Žarko Olarević      | 25 sept. 2001-18 déc. 2002 |
| 3    | Miodrag Ješić       | 18 déc. 2002-23 août 2003  |
| 4    | Ratko Dostanić      | 24 août 2003-23 sept. 2004 |
| 5    | Atanas Dzhambazki   | 23 sept. 2004-29 mars 2005 |
| 6    | Petar Houbtchev     | 29 mars 2005-10 nov. 2005  |
| 7    | Alyosha Andonov     | 10 nov. 2005-2 juil. 2006  |
| 8    | Ratko Dostanić      | 3 juil. 2006-26 déc. 2006  |
| 9    | Alyosha Andonov     | 26 déc. 2006-6 juin 2007   |
| 10   | Stevica Kuzmanovski | 6 juin 2007-2 juin 2009    |

| Rang | Nom                       | Période                     |
| ---- | ------------------------- | --------------------------- |
| 1    | Velislav Voutsov          | 2 juin 2009-18 mai 2010     |
| 2    | Emil Velev                | 19 mai 2010-28 mai 2011     |
| 3    | Martin Kushev             | 28 mai 2011-29 nov. 2012    |
| 4    | Velislav Voutsov          | 30 nov. 2012-5 juin 2013    |
| 5    | Asen Bukarev              | 5 juin 2013-20 oct. 2013    |
| 6    | Milen Radukanov           | 21 oct. 2013-31 août 2014   |
| 7    | Ivan Kolev                | 1er sept. 2014-30 nov. 2015 |
| 8    | Vladimir Ivanov (intérim) | 30 nov. 2015-18 déc. 2015   |
| 9    | Aleksandr Tarkhanov       | 18 déc. 2015-2 oct. 2016    |
| 10   | Vladimir Ivanov           | 3 déc. 2015-11 oct. 2016    |
| 11   | Zlatomir Zagorčić         | 11 mai 2017 -               |

### Joueurs emblématiques
- Zdravko Lazarov
- Ilian Iliev
- Andrej Jeliazkov
- Simeon Simeonov
- Dimitar Largov
- Dimitar Rangelov
- Aleksandar Shalamanov
- Asen Karaslavov
- Petar Aleksandrov
- Nasko Sirakov
- Dobromir Tashkov
- Bozhidar Grigorov
- Blagoy Georgiev
- Todor Pramatarov
- Ivan Davidov
- Krum Milev
- Yordan Gospodinov
- Aleksandar Vasilev
- Mladen Vasilev
- Chavdar Yankov
- Zdravko Zdravkov
- Raïs M'Bolhi
- Daisuke Matsui

## Stade
Le Slavia dispute ses matchs au stade Aleksandar Shalamanov, enceinte de 25 556 places est situé dans le quartier d'Ovcha Kupel, au Sud Ouest de Sofia.
Le stade y accueil régulièrement les rencontres des équipes nationales jeunes et féminines de Bulgarie.

Bien que le stade soit un des plus grands du pays, l'affluence lors des matchs du Slavia y est relativement faible, les clubs rivaux du Levski et CSKA sont plus populaires au sein de la capitale.

## Rivalités
Le club entretien une forte rivalité avec le Levski Sofia qui est le plus vieux derby de la capitale. Plus récemment avec le Lokomotiv Sofia qui est considéré comme le "petit derby de Sofia" et enfin avec le CSKA Sofia avec qui la rivalité est grande.
Depuis peu, le Slavia développe comme l'ensemble des clubs de Bulgarie, une rivalité avec le Ludogorets Razgrad, qui domine le championnat national depuis plus de dix ans.

## Supporters
Le seul groupe ultra du Slavia s'appel les Boys Sofia, ils entretiennent une relation amicale avec les supporters des Young Boys Berne.